# Burning Japan Live 1999
Burning Japan Live 1999 är ett livealbum av det svenska melodisk death metal-bandet Arch Enemy. Det släpptes först bara i Japan 1999, men släpptes över hela världen år 2000, på grund av att fansen ville det.

## Låtlista
1. Immortal – 3:48
2. Dark Insanity – 3:43
3. Dead Inside – 4:16
4. Diva Satanica – 4:11
5. Pilgrim – 4:40
6. Silverwing – 4:14
7. Beast of Man – 3:33
8. Bass Intro/Tears of the Dead – 6:10
9. Bridge of Destiny – 5:27
10. Transmigration Macabre – 4:13
11. Angelclaw – 7:00

## Banduppsättning
- Johan Liiva - sång
- Michael Amott - gitarr
- Christopher Amott - gitarr
- Sharlee D'Angelo - bas
- Daniel Erlandsson - trummor